# Fotoautomat

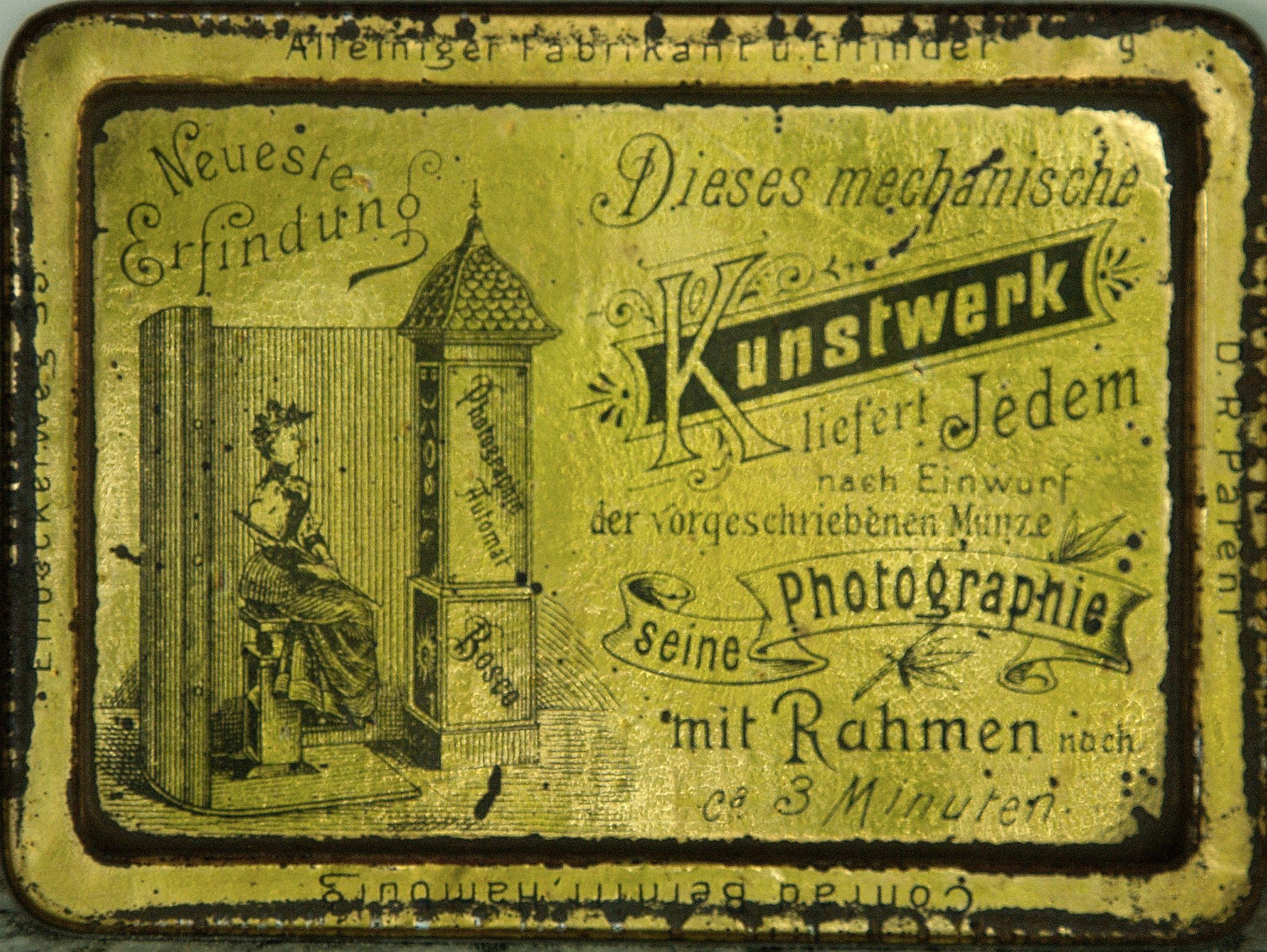
Zadní strana ferrotypie z Bosco-Automatu pana Conrada Bernitta z Hamburku, asi 1895, je na něm nápis: Nejnovější vynález; Toto mechanické umělecké dílo zhotoví každému po vhození mince jeho fotografii s rámečkem do cirka 3 minut

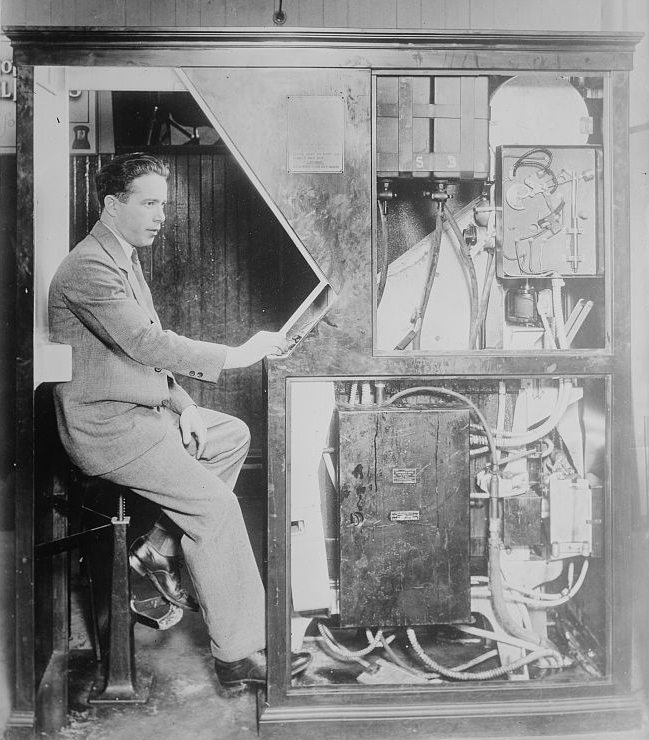
Vynálezce Anatol Josepho ve svém fotoautomatu, asi 1927

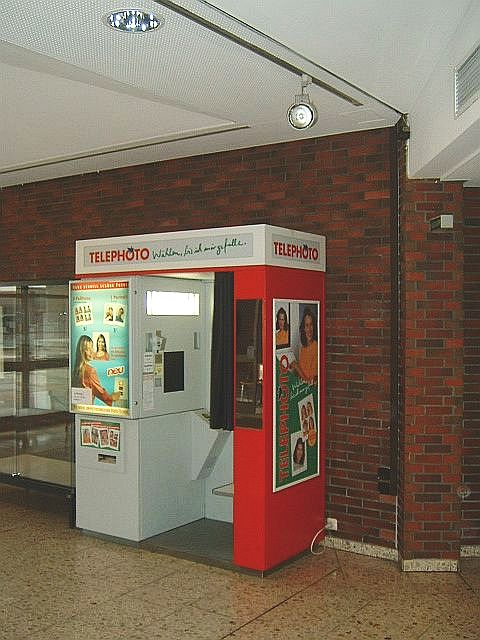
Fotoautomat ve veřejné budově, 2006

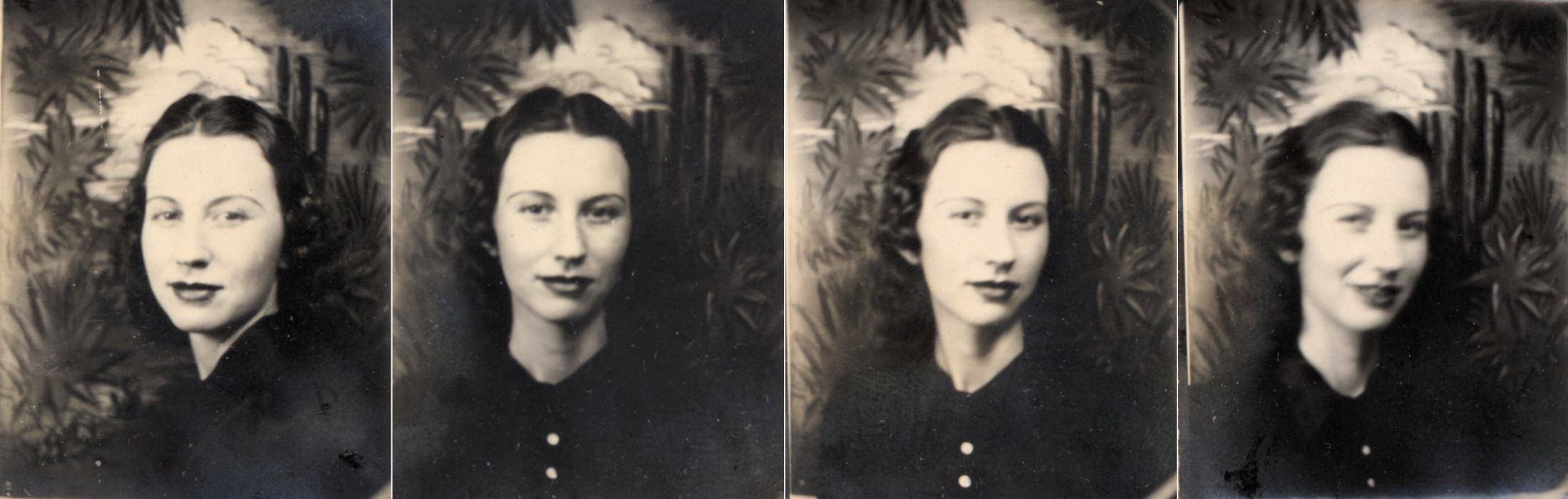
Fotografie z automatu, 1930-1940

Fotografický automat, fotoautomat, někdy také fotokabina je prostorová konstrukce o velikosti asi 2 m × 2 m × 1 m, ve které je automatický, na mince fungující fotoaparát a rychlá vývojka na fotografie nebo tiskárna. Zařízení slouží k pořízení pasové fotografie nebo spontánních kreativních snímků. Často se nacházejí v centrech měst, na vlakových nádražích, v přístavech, na letištích nebo v zábavních parcích a zábavních centrech. Po roce 2010 se ve většině fotografických kabinách využívá digitální fotoaparát a počítačem řízená tiskárna.

## Vzhled a funkce
Fotoautomaty obvykle obsahují vertikálně nastavitelnou židličku nebo lavici. Fotoaparát schovaný za zrcadlem obvykle udělá až čtyři snímky v časovém odstupu asi 15 sekund (některé stroje vyrobí až osm obrázků). Zákazník si může po předchozí úpravě vybrat buď čtyři stejné pasové fotografie, nebo jeden větší portrét. Před každou expozicí se spustí akustické a vizuální varování, které oznamuje další stisk spouště, aby mohl portrétovaný včas pózovat. Po posledním záběru začne automat vyvolávat fotografie nebo tisknout, což může trvat několik minut. Prostřednictvím výstupu v přední části stroje jsou pak vydány vyvolané snímky, které obvykle vyžadují ještě nějakou dobu k dokonalému usušení.
Nejnovější zařízení jsou vybavena automatickým rozpoznáváním obrazu a počítačovým hlasem. Snímky z tohoto stroje splňují požadavky pro cestovní pas.

## Varianty
Starší fotografické automaty fungují na chemickém základě. Naexponovaný fotografický papír se postupně vyvolává v různých chemikáliích (vývojka, přerušovač, ustalovač). V současné době (asi 2010) se objevují nejčastěji v kulturních městských čtvrtích nebo v blízkosti nočních klubů a diskoték, kde se těší autentické retro-fotografie vysoké popularitě. S původním účelem, fotografiemi pro osobní doklady totožnosti, to však nemá nic do činění a proto se označuje jako „fotografování pro zábavu“. Novější automaty, které se nacházejí například na nádražích, jsou plně digitalizované.
Některé automaty umožňují předchozí výběr samolepky nebo pohlednice s různým pozadím. Automaty s fotografickými nálepkami, tzv. purikura, se nejdříve objevily v Japonsku a v odlišných verzích s mnoha dalšími pokročilými funkcemi se objevují i v jiných zemích.
U svatební a společenské fotografie se při akci používá fotoautomat (často pod anglickým názvem Photo Booth) a je nabízen celou řadou fotografů. Většinou se používají komerčně dostupné fotoaparáty, které používají bezdrátové dálkové ovládání a během svatby nebo společenské akce mohou hosté fotoaparát a kompozici sami ovládat. Struktura v uzavřené kabině je možná, ale není podstatná. Může se také jednat o malou místnost nebo vyhrazený prostor.

## Historie
První patent na fotoautomat podali 9. ledna 1888 pánové Pope a Poole z Baltimoru. O rok později, 22. ledna 1889, byl udělen americký patent. Dne 16. října 1888 zaregistroval vynálezce jménem Sacco francouzský patent č. 193734 na podobné zařízení. A konečně, 20. února 1889 dostali pánové Christel Föge, Joseph Raders a Carl Griese z Hamburku říšský patent 51081 na jejich samočinný přístroj na výrobu fotografií.
Vzhledem k tomu, že nebyly nalezeny žádné záznamy prokazující, že by tyto první vynálezy byly dodány na trh, předpokládá se, že prvním fotoautomatem je stroj vynálezce Ernesta Enjalberta (francouzský patent č. 196451 ze 4. března 1889). Jedná se o první zrealizovaný a plně funkční fotografický automat, který byl veřejně vystaven 6. května 1889 na světové výstavě v Paříži.
Následovalo podávání dalších mnoha patentů. Dne 20. května 1890 patentovali J. Hines a A. Howell automat na výrobu snímků.
Prvním komerčně úspěšným automatem byl Bosco-Photographieautomat vynálezce Conrada Bernitta z Hamburku (říšský patent 68513 ze dne 16. července 1890). Během této doby všechny stroje pracovaly s technikou ferrotypie (fotografie na černém plechu). Němec Carl Sasse patentoval v roce 1896 v Anglii první automat na proces negativ-pozitiv. V roce 1900 tento proces vylepšili Němci Schultze a Vollmann. Chemická továrna Schering AG (dříve E. Schering) registrovala 12. července 1900 patent na princip záznamu ve fotoautomatu na fotografický pás.
Žid narozený v roce 1894 na Sibiři, Anatol Marko Josephewitz, který si od roku 1921 změnil jméno na Anatol Josepho, emigroval v roce 1923 do Spojených států. Rozvinul myšlenku fotografického automatu, v roce 1925 podal žádost o patent a za vypůjčené peníze postavil první prototyp na Broadwayi. Svůj fotoautomat a zároveň i společnost pojmenoval Photomaton. Společnost byla tak úspěšná, že Josepho mohl v březnu 1927 (tj. před udělením patentu) prodat americká práva za 1 milion dolarů.
Úspěch Photomatonu dosáhl Josepho hlavně tím, že postavil kabinu, kterou uzavřel ze všech stran kromě čelní strany, která však byla také zakrývací. Mnoho prvních Photomatonů bylo umístěno v obchodních domech. Aby zábleskové světlo automatu příliš nenarušovalo prodej, opatřil Josepho přední stranu kabiny závěsem. Tato "izolace" při fotografování přinesla Photomatonu úspěch. Později se závěsy staly nedílnou součástí všech fotografických automatů.

## Galerie

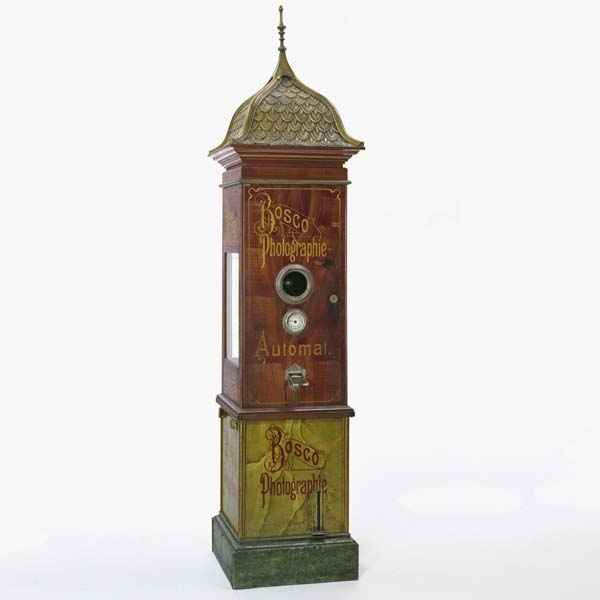
Bosco-Automat v Německém muzeu, Mnichov, 1894
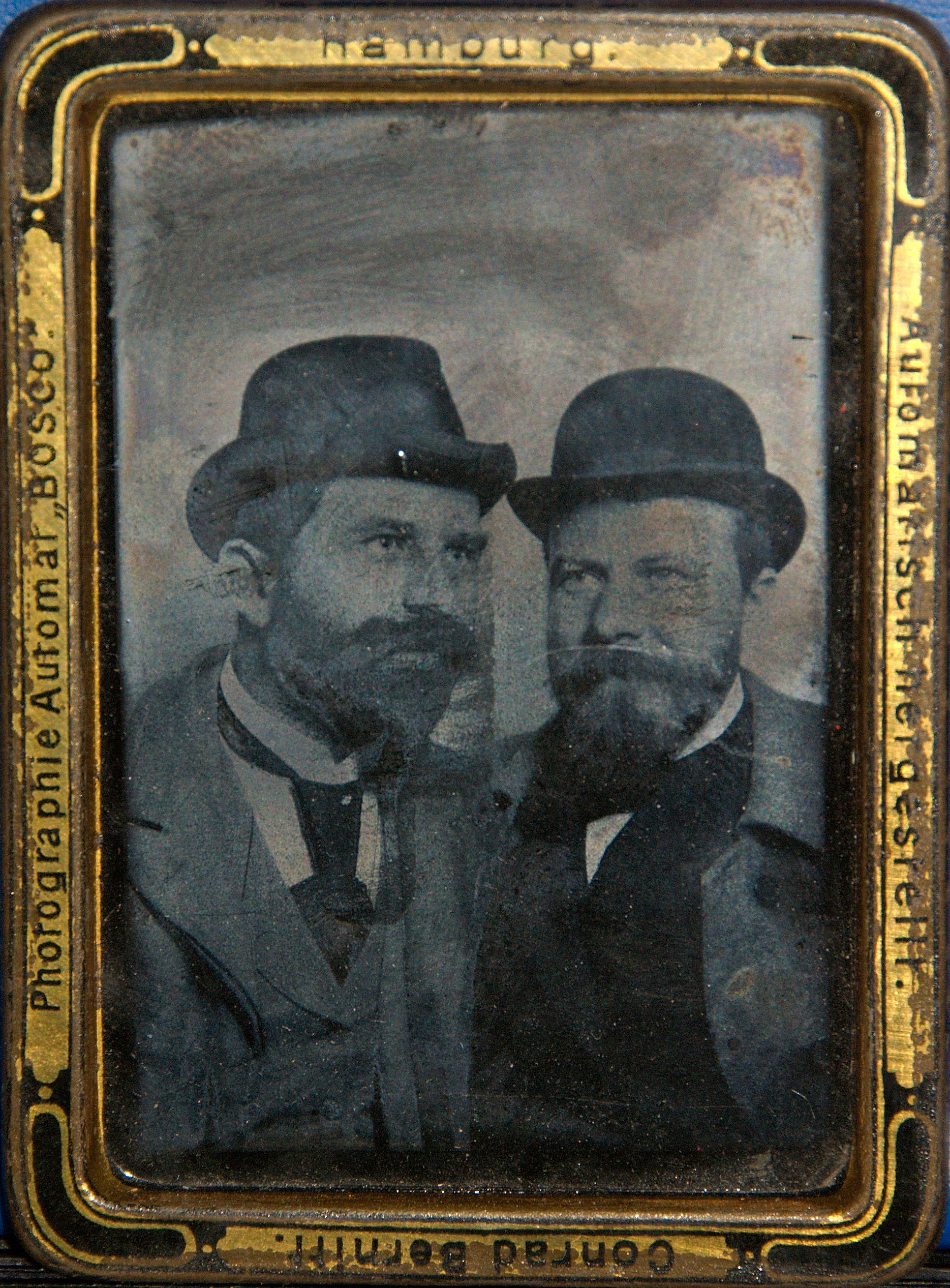
Ferrotypie z Bosco-Automatu, 50x75 mm, asi 1895
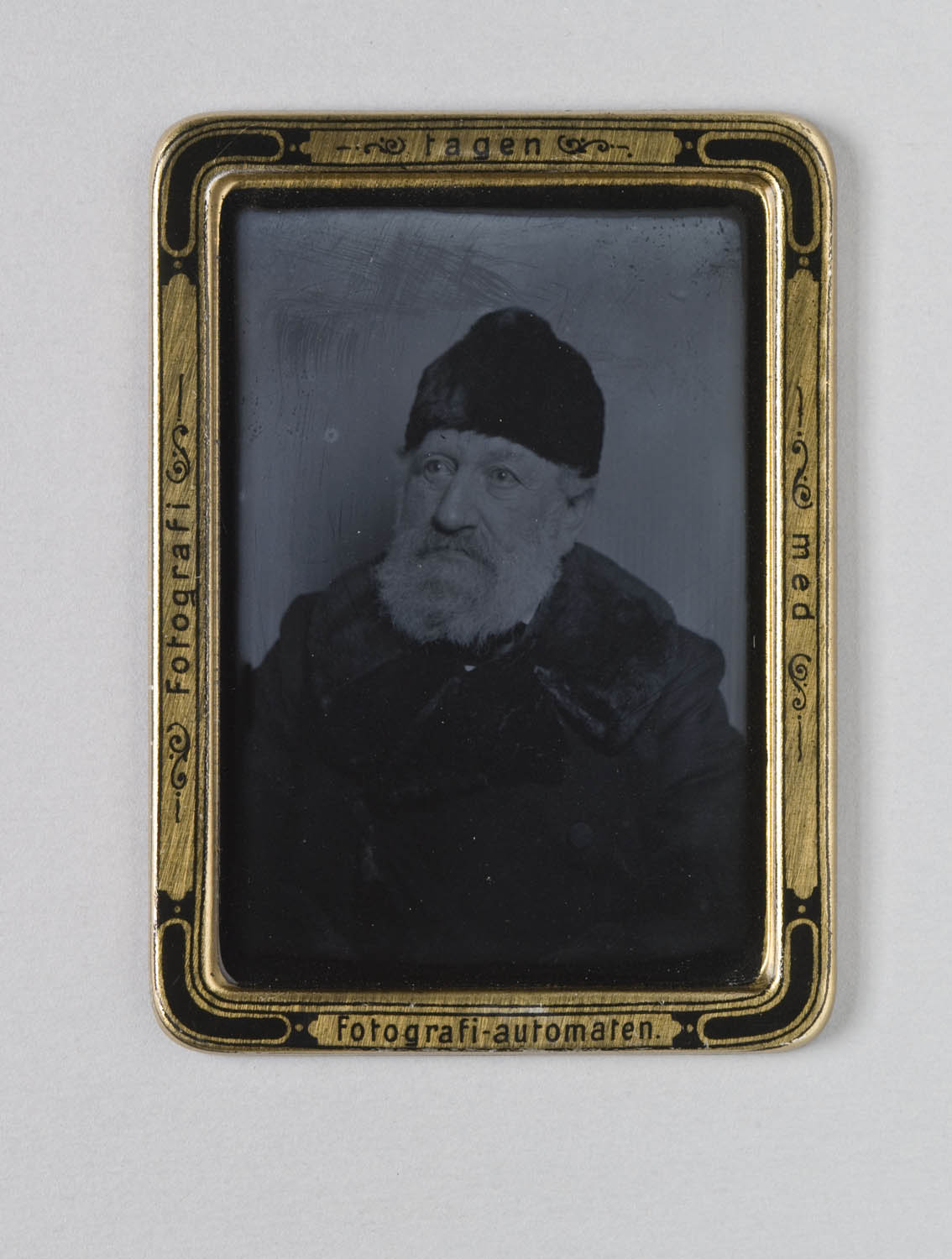
Geskel Saloman, švédský malíř, 1897, Nordiska Museet
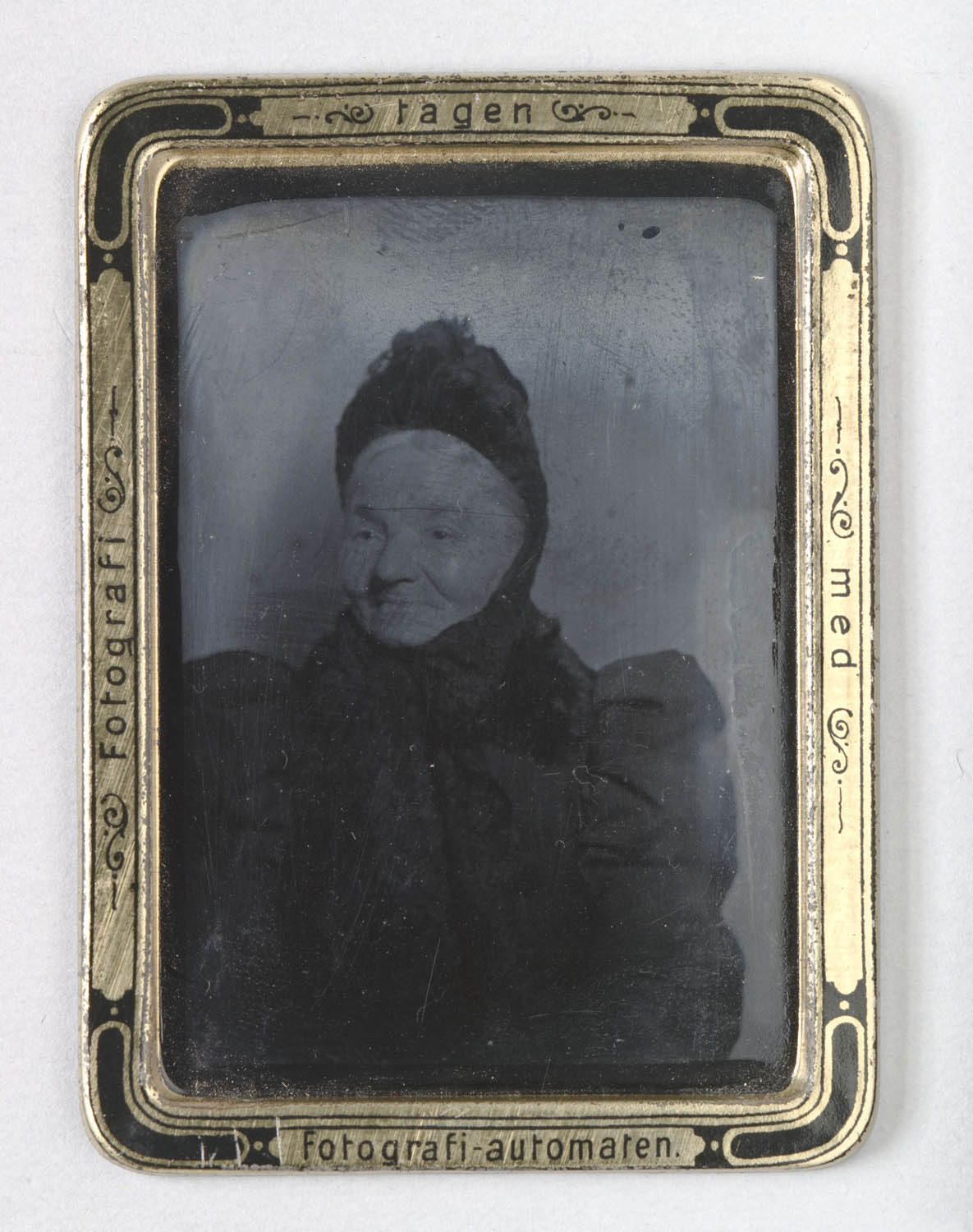
Dvojportrét, 1897, Nordiska Museet
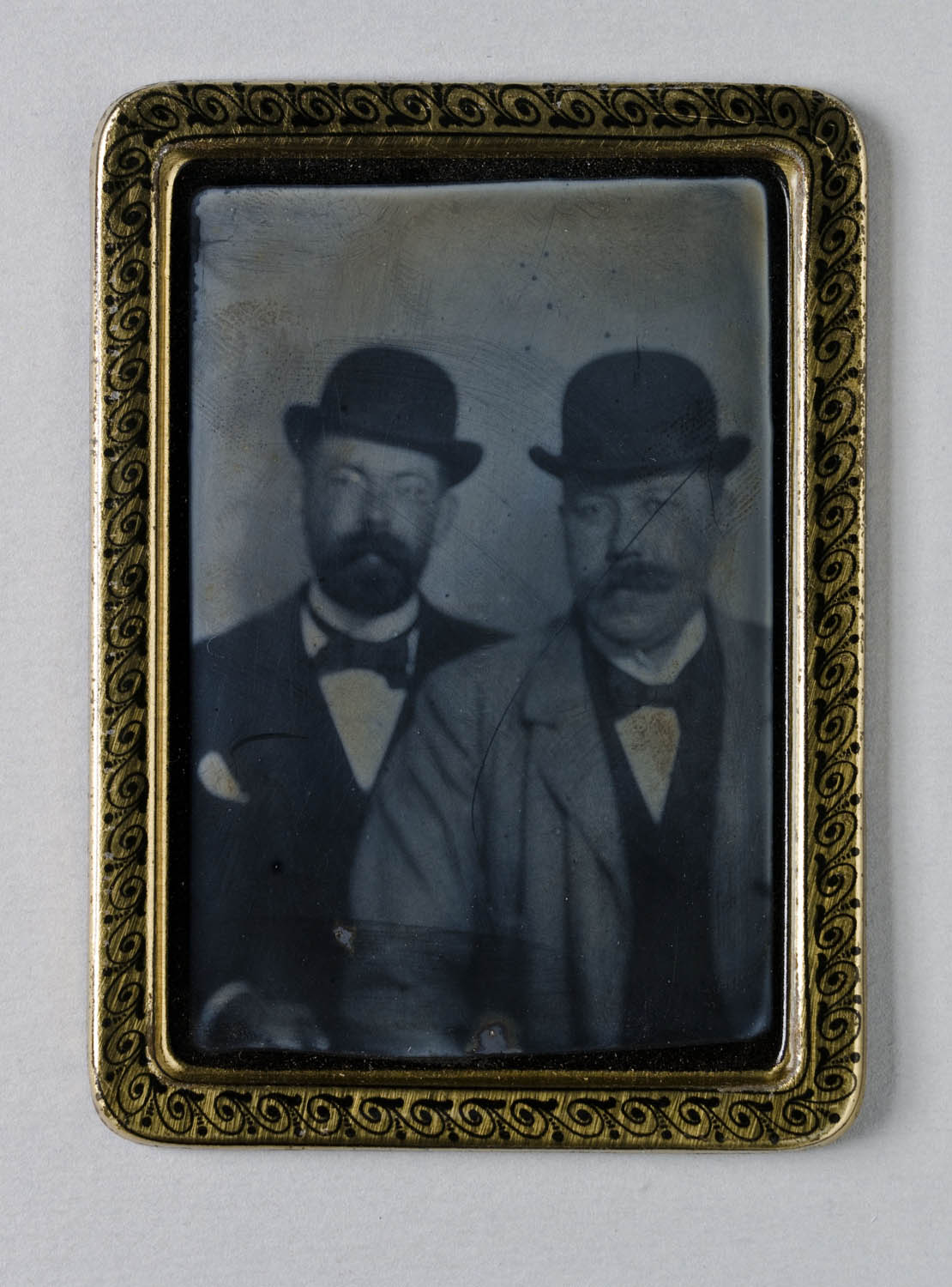
Portrét ženy, ferrotypie, asi 1895 až 1910, Nordiska Museet
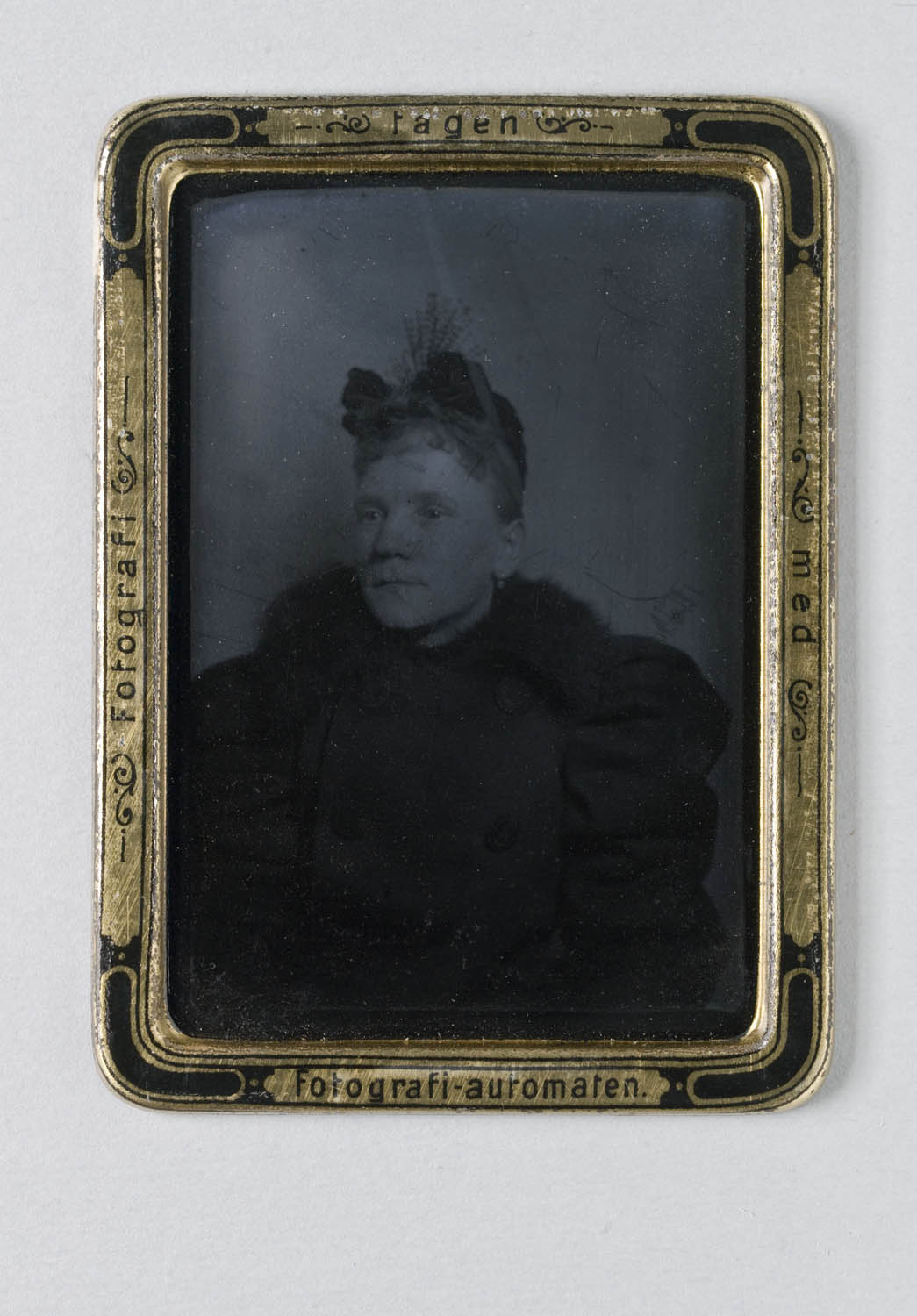
Portrét ženy, ferrotypie, asi 1895 až 1900, Nordiska Museet
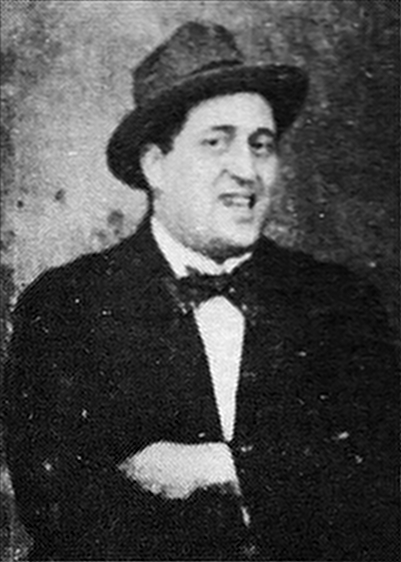
Guillaume Apollinaire na snímku z fotoautomatu, 1914
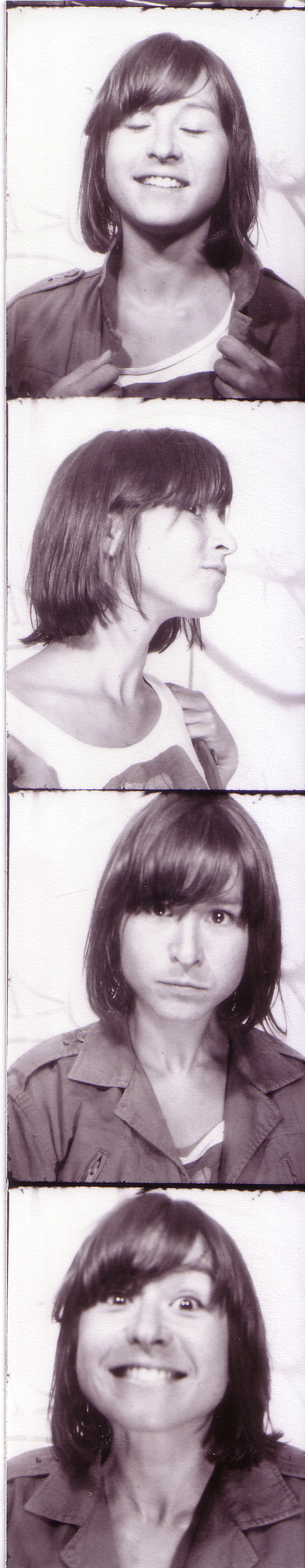
Legrační fotografie z automatu